# Jim McLoughlin
James Louis McLoughlin (Liverpool; 5 de febrero de 1957), más conocido como Jim McLoughlin, es un exfutbolista canadiense nacido en Inglaterra.

## Selección nacional
Representó a la selección amateur de Canadá en los Juegos Olímpicos de Montreal 1976.

### Participaciones en Juegos Olímpicos
| Torneo                   | Sede     | Resultado    |
| ------------------------ | -------- | ------------ |
| Juegos Olímpicos de 1976 | Montreal | Primera fase |

## Clubes
| Club                   | País           | Año       |
| ---------------------- | -------------- | --------- |
| Toronto Emerald        | Canadá         | 1976-1977 |
| New York Arrows        | Estados Unidos | 1978      |
| Toronto Metros-Croatia | Canadá         | 1979      |
| Toronto Emerald        | Canadá         | 1979      |
| Rochester Lancers      | Estados Unidos | 1979-1980 |
| Philadelphia Fever     | Estados Unidos | 1980-1981 |
| Hamilton Steelers      | Canadá         | 1981      |